# Canton de Lembeye
Le canton de Lembeye est une ancienne division administrative française, située dans le département des Pyrénées-Atlantiques et la région Aquitaine.

## Composition
Le canton regroupe 31 communes :
- Anoye
- Arricau-Bordes
- Arrosès
- Aurions-Idernes
- Bassillon-Vauzé
- Bétracq
- Cadillon
- Castillon
- Corbère-Abères
- Coslédaà-Lube-Boast
- Crouseilles
- Escurès
- Gayon
- Gerderest
- Lalongue
- Lannecaube
- Lasserre
- Lembeye
- Lespielle
- Luc-Armau
- Lucarré
- Lussagnet-Lusson
- Maspie-Lalonquère-Juillacq
- Momy
- Monassut-Audiracq
- Moncaup
- Monpezat
- Peyrelongue-Abos
- Samsons-Lion
- Séméacq-Blachon
- Simacourbe.

## Histoire
- En 1790, le canton de Lembeye comptait[1] les communes de canton actuel moins celles d'Arricau, Arrosès, Aurions (sauf le village d'Idernes), Cadillon, Crouseilles et Lasserre.

- De 1833 à 1842, les cantons de Garlin et de Lembeye avaient le même conseiller général. Le nombre de conseillers généraux était limité à 30 par département[2].

## Représentation

### Conseillers généraux de 1833 à 2015
| Mandat                | Identité                      | Parti                    | Qualité |
| --------------------- | ----------------------------- | ------------------------ | --- |
| 1833-1840 (démission) | Nicolas Lavielle              | Majorité ministérielle   | Avocat à Pau puis magistrat à Riom Député des Basses-Pyrénées (1834-1848) Président du Conseil Général (1838-1839) |
| 1840-1847 (démission) | Jean-Baptiste Auguste Dariste | Droite                   | Avocat à la Cour royale de Paris Maire de Lalongue Député (1848-1851)- Sénateur (1853-1870)                        |
| 1847-1849             | Marquis Gaston de Luppé       |                          | Propriétaire du château d'Abère à Asson, maire de Corbère                                                          |
| 1849-1853             | Joseph Dartigaux-Laplante     |                          | Propriétaire, maire de Séméacq                                                                                     |
| 1853-1865             | Marquis Gaston de Luppé       |                          | Propriétaire du château d'Abères à Asson, maire de Corbère                                                         |
| 1865-1871             | Hilaire d'Astis               |                          | Conseiller à la Cour de Pau                                                                                        |
| 1871-1879 (démission) | Alexandre de Yermoloff        | Droite                   | Propriétaire à Simacourbe Maire de Lalongue                                                                        |
| 1879-1892             | Jean René Cassou              | Républicain Conservateur | Avocat, propriétaire à Simacourbe Député (1881-1885, 1896-1900) - Sénateur (1900-1906)                             |
| 1892-1910 (décès)     | André Laurens                 | Républicain              | Docteur en médecine à Monpezat                                                                                     |
| 1911-1938 (décès)     | Jacques Amédée Doléris        | Rad.ind.                 | Médecin gynécologue Député (1921-1924) Maire de Lembeye (1911-1938)                                                |
| 1938-1940             | Maurice Delom-Sorbé           | Rad.                     | Propriétaire-agriculteur Maire de Séméacq-Blachon Député (1932-1942) Sous-Secrétaire d'État (1938)                 |
|                       |                               |                          | |
| 1945-1967             | Maurice Delom-Sorbé           | UDSR-JR puis Rad.        | Maire de Séméacq-Blachon Député (1932-1942 et 1945) Sous-Secrétaire d'État (1938)                                  |
| 1967-1998             | René Pébernard                | DVDpuis app. RPR         | Vétérinaire Maire de Lembeye                                                                                       |
| 1998-2015             | Michel Chantre                | PS                       | Electricien Maire de Simacourbe Président de la communauté de communes du canton de Lembeye en Vic-Bilh            |

### Conseillers d'arrondissement (de 1833 à 1940)
| Période                                  | Période      | Identité            | Étiquette   | Qualité |
| ---------------------------------------- | ------------ | ------------------- | ----------- | --- |
| 1833                                     | 1848         | Jean Paul Forcheron |             | Juge de paix, propriétaire à Lembeye                                                                        |
|                                          |              |                     |             | |
| 1886                                     | 1901         | Ovide Lavallée      | Républicain | Avoué-licencié                                                                                              |
| 1901                                     | 1927 (décès) | Victor Desbons      | RG          | Propriétaire viticulteur, adjoint au maire de Lembeye                                                       |
| 8 janvier 1928                           |              | Pierre Grangé       | RG          | Maire de Monassut                                                                                           |
|                                          | 1940         | M. Lastinère        | Radical     | Propriétaire à Gayon                                                                                        |
| 1940                                     |              |                     |             | Les conseils d'arrondissement ont été suspendus par la loi du 12 octobre 1940 et n'ont jamais été réactivés |
| Les données manquantes sont à compléter. |              |                     |             | |

## Démographie
| 1962  | 1968  | 1975  | 1982  | 1990  | 1999  | 2006  | 2011  | 2012  |
| ----- | ----- | ----- | ----- | ----- | ----- | ----- | ----- | ----- |
| 5 668 | 5 325 | 4 979 | 4 846 | 4 926 | 4 806 | 5 080 | 5 221 | 5 284 |